# Dioskur (biskup koptyjski)
Dioskur (imię świeckie Atif Ishak, ur. 11 kwietnia 1946 w Kairze) – duchowny Koptyjskiego Kościoła Ortodoksyjnego, od 1980 biskup pomocniczy patriarszej diecezji Kairu.

## Życiorys
Śluby zakonne złożył 15 maja 1977 w Monasterze św. Antoniego w Stanach Zjednoczonych, a dzień później przyjął święcenia kapłańskie. 10 czerwca 1979 został mianowany chorbiskupem (stopień święceń wyższy od prezbitera, a niższy od biskupa). Właściwą sakrę otrzymał 25 maja 1980.